# .mp
.mp ist die länderspezifische Top-Level-Domain (ccTLD) des US-amerikanischen Außengebietes der Nördlichen Marianen. Sie existiert seit dem 22. Oktober 1996 und wird von der ortsansässigen Saipan DataCom Inc. verwaltet.

## Eigenschaften
Domains werden ausschließlich auf zweiter Ebene angemeldet. Es gibt keine besonderen Beschränkungen, jede natürliche oder juristische Person darf Inhaber einer .mp-Domain sein. Ein Wohnsitz oder eine Niederlassung auf den Nördlichen Marianen sind nicht notwendig. Im Vergleich zu vielen anderen Top-Level-Domains erfolgt die Konnektierung direkt über die Vergabestelle, akkreditierte Registrare existieren nicht. Die Gebühren waren bis zum Jahr 2008 ebenfalls vergleichsweise hoch, mittlerweile sind die Domains für 20 $ pro Jahr zu haben, wobei bestimmte und kurze Domains teilweise deutlich mehr kosten.

## Sonstiges
Die Vergabestelle vermarktete .mp zunächst als Abkürzung „MP“ für „mobile phone“ (Mobiltelefon). Da sich dieses Geschäftsmodell offensichtlich nicht rechnete, versuchte die Vergabestelle 2007, mit einem eigenen Social-Media-Service unter dem Namen chi.mp Fuß zu fassen. Da sich auch dieses Modell nicht durchsetzte, wurde die Plattform chi.mp wieder geschlossen, wodurch auch alle Besitzer einer .mp-Domain diese verloren.

## Weblink
- Offizielle Website der Vergabestelle dotMP